# 東涌道

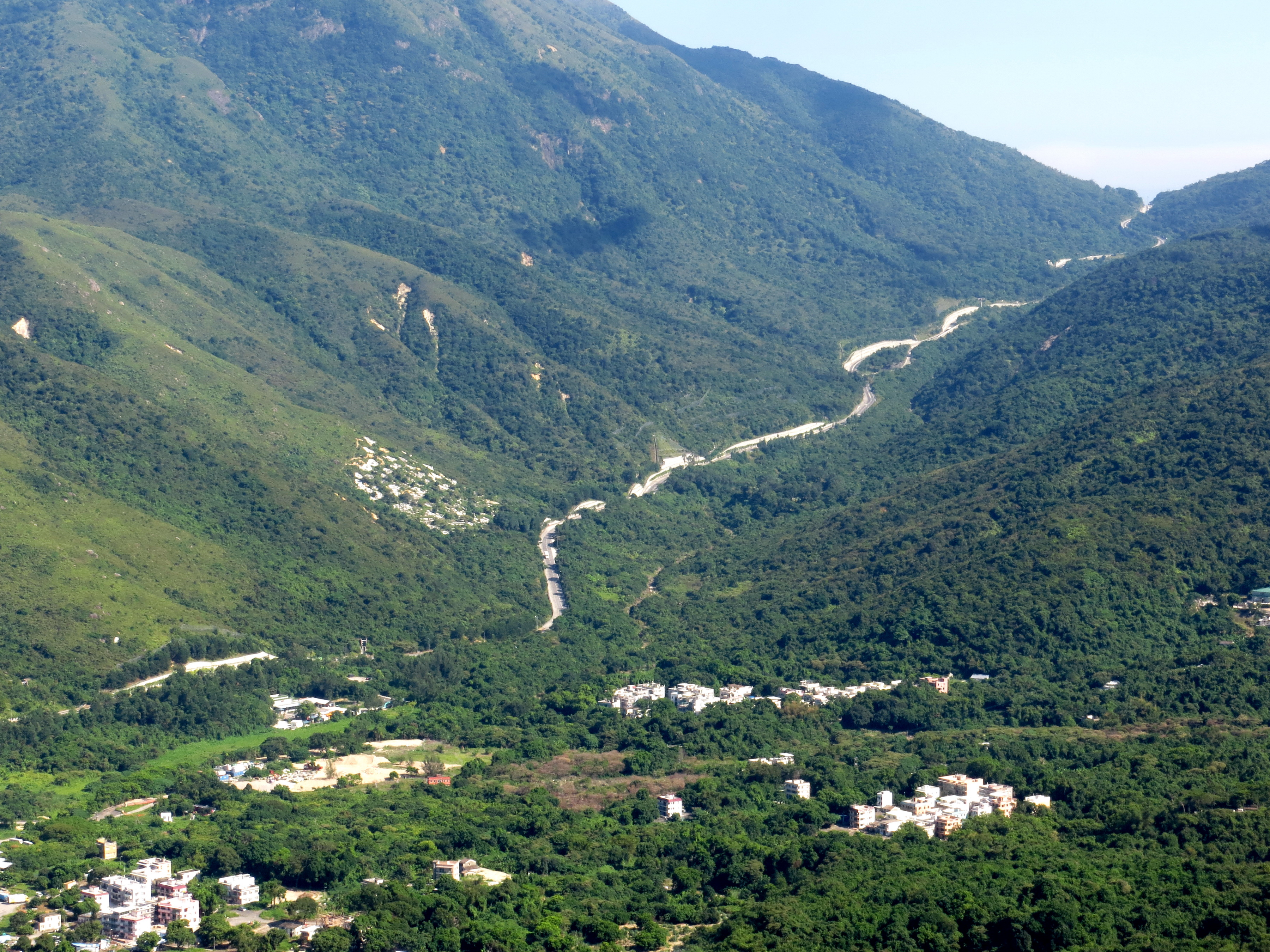
遠眺東涌道伯公坳段，左方為大東山、右方為鳳凰山

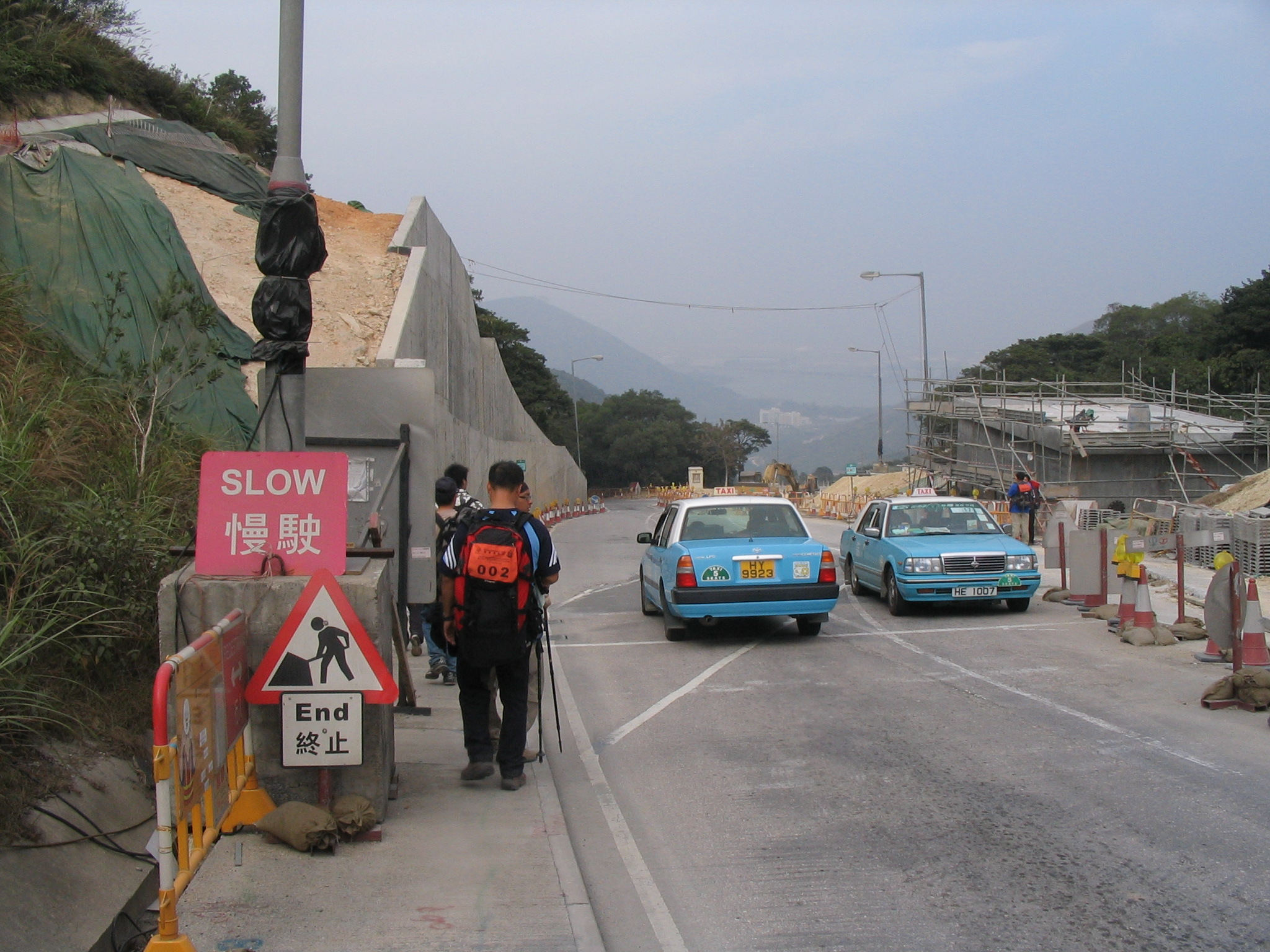
新東涌道伯公坳段，東涌方向，雙線雙程行車

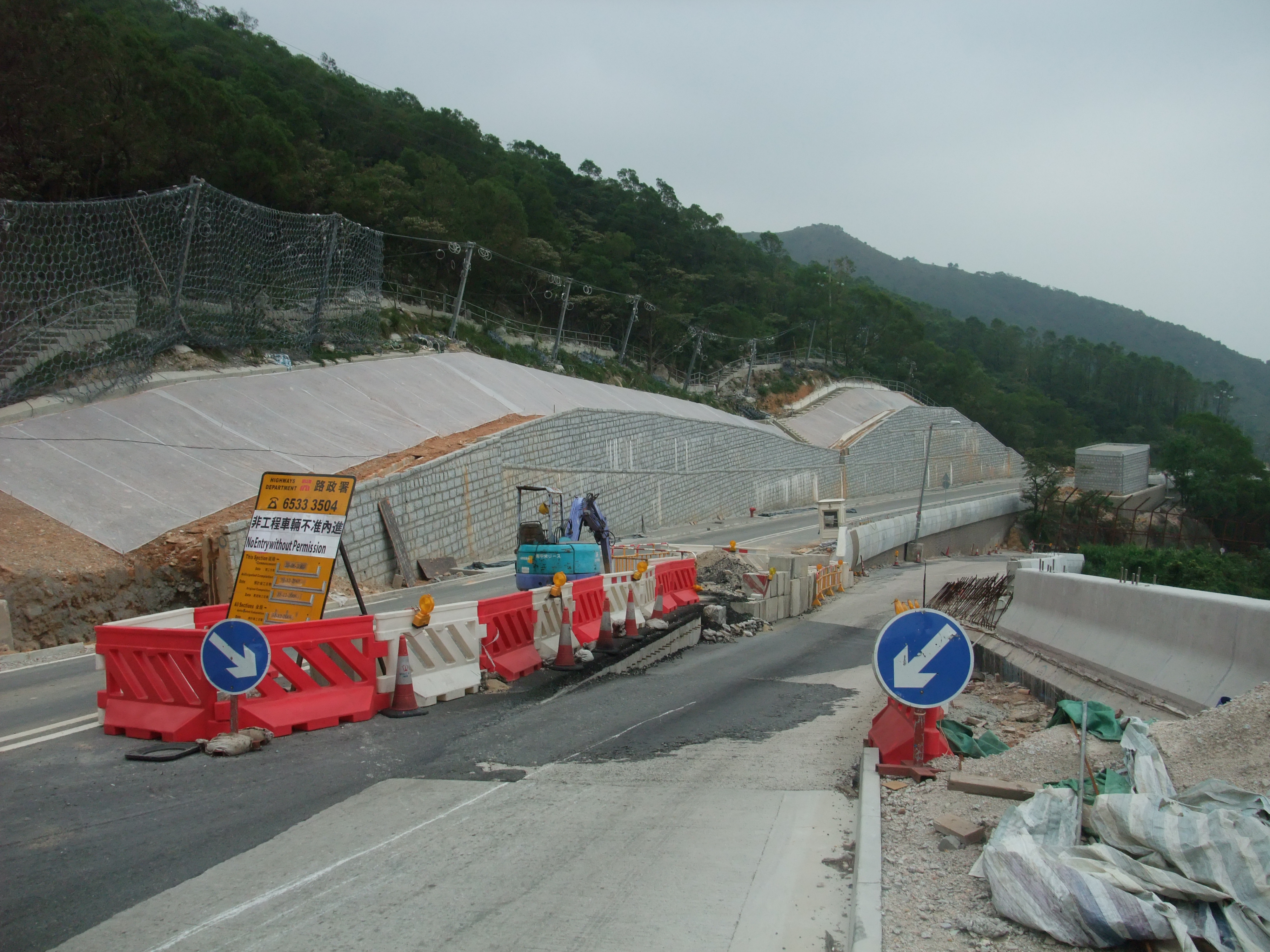
在伯公坳的新舊東涌道交接處，長沙方向。新東涌道在圖左，雙線雙程行車。舊東涌道在圖右，單線雙程行車

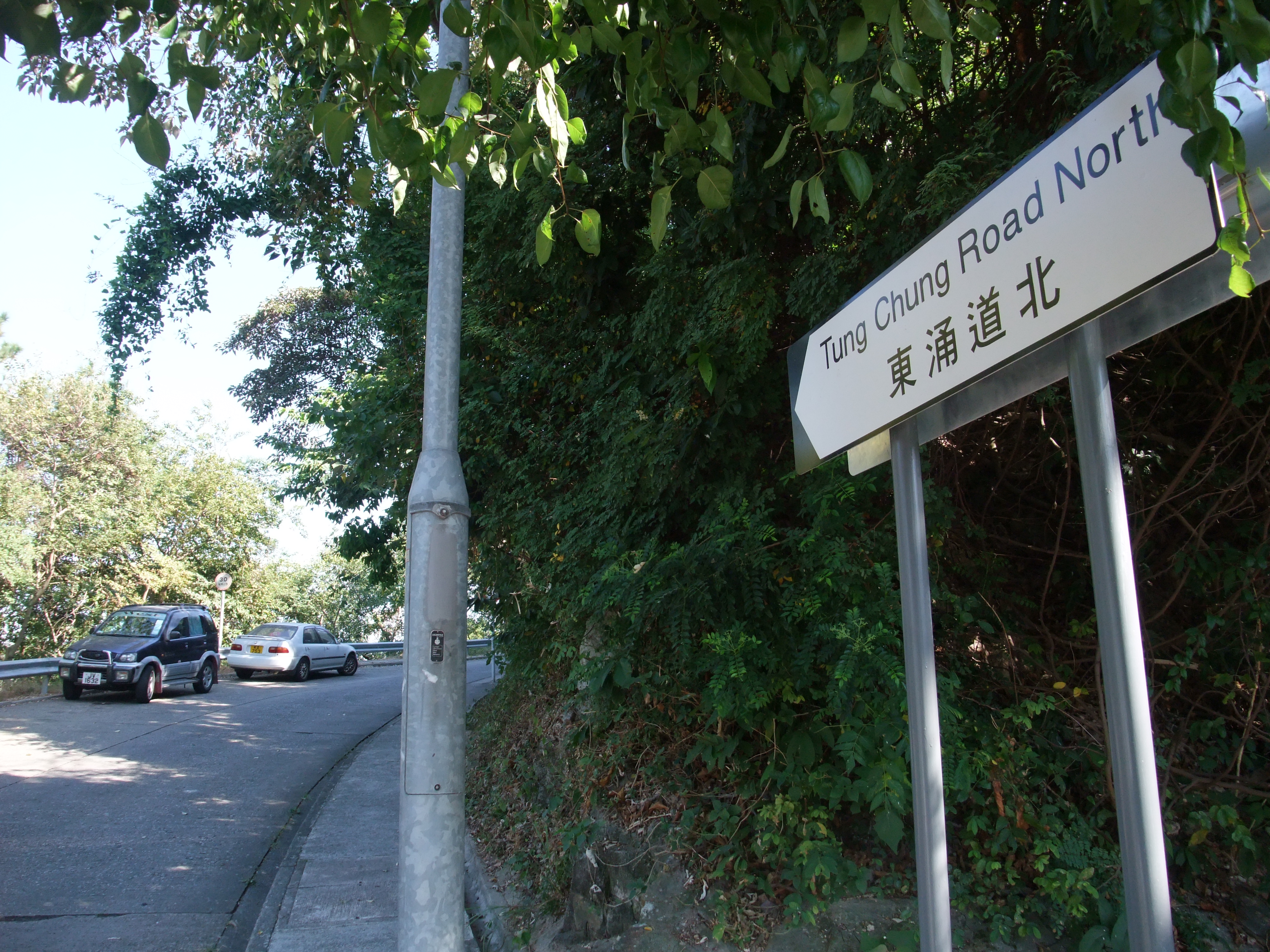
舊東涌道的起點，該段路已改稱為東涌道北

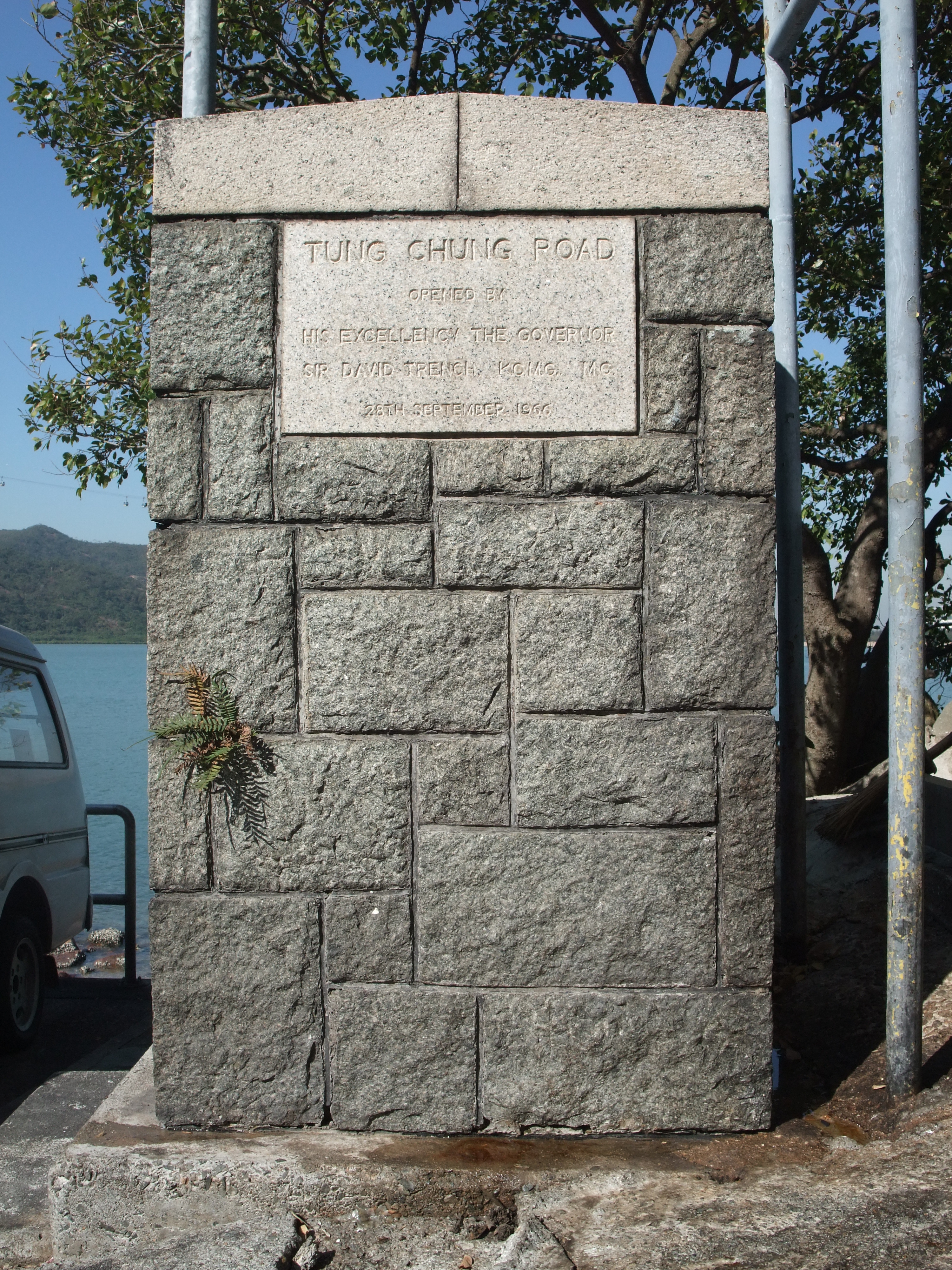
位於舊東涌道的起點的啟用碑

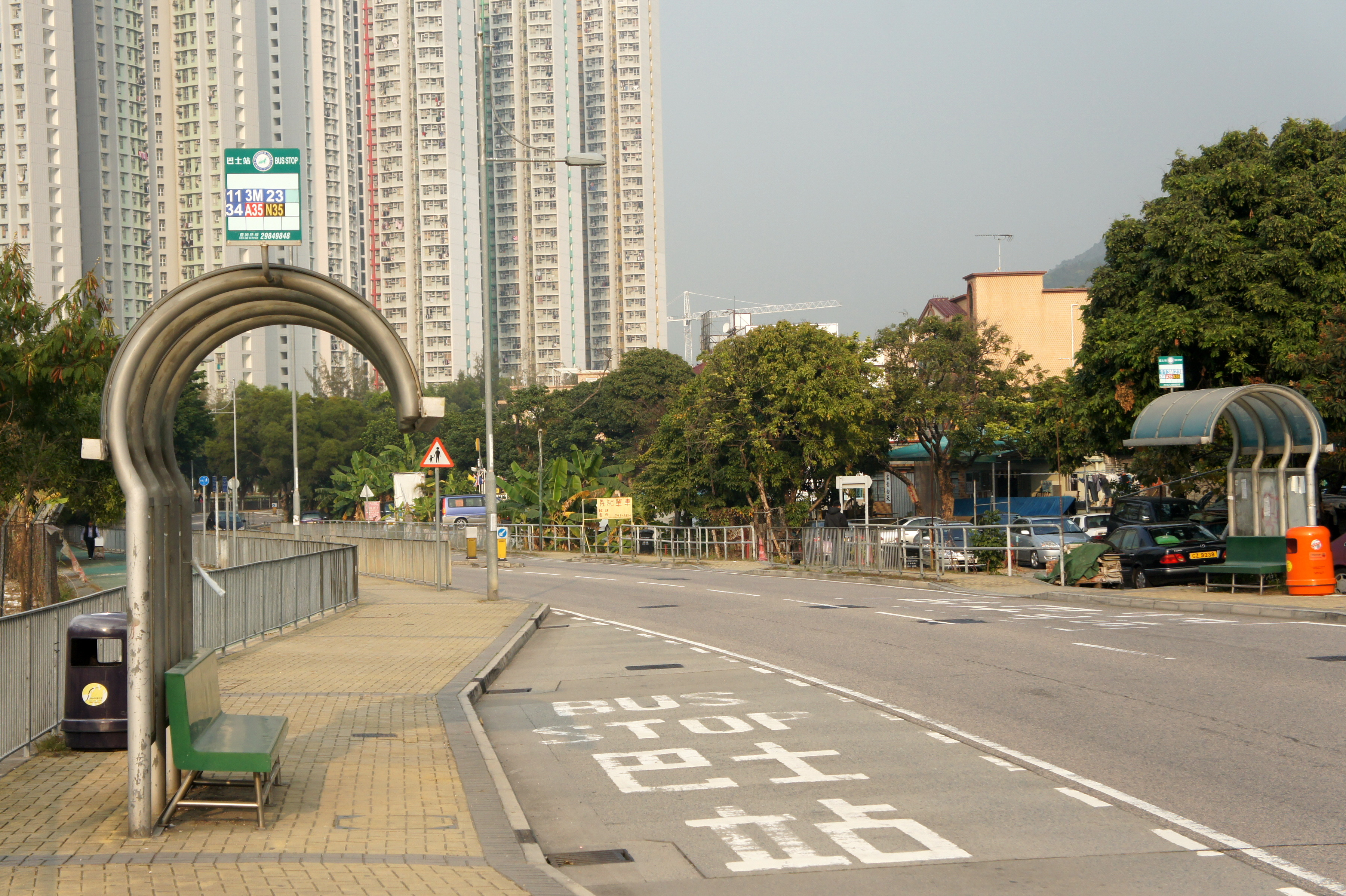
東涌道，近黃家圍的路段，左後方為逸東邨

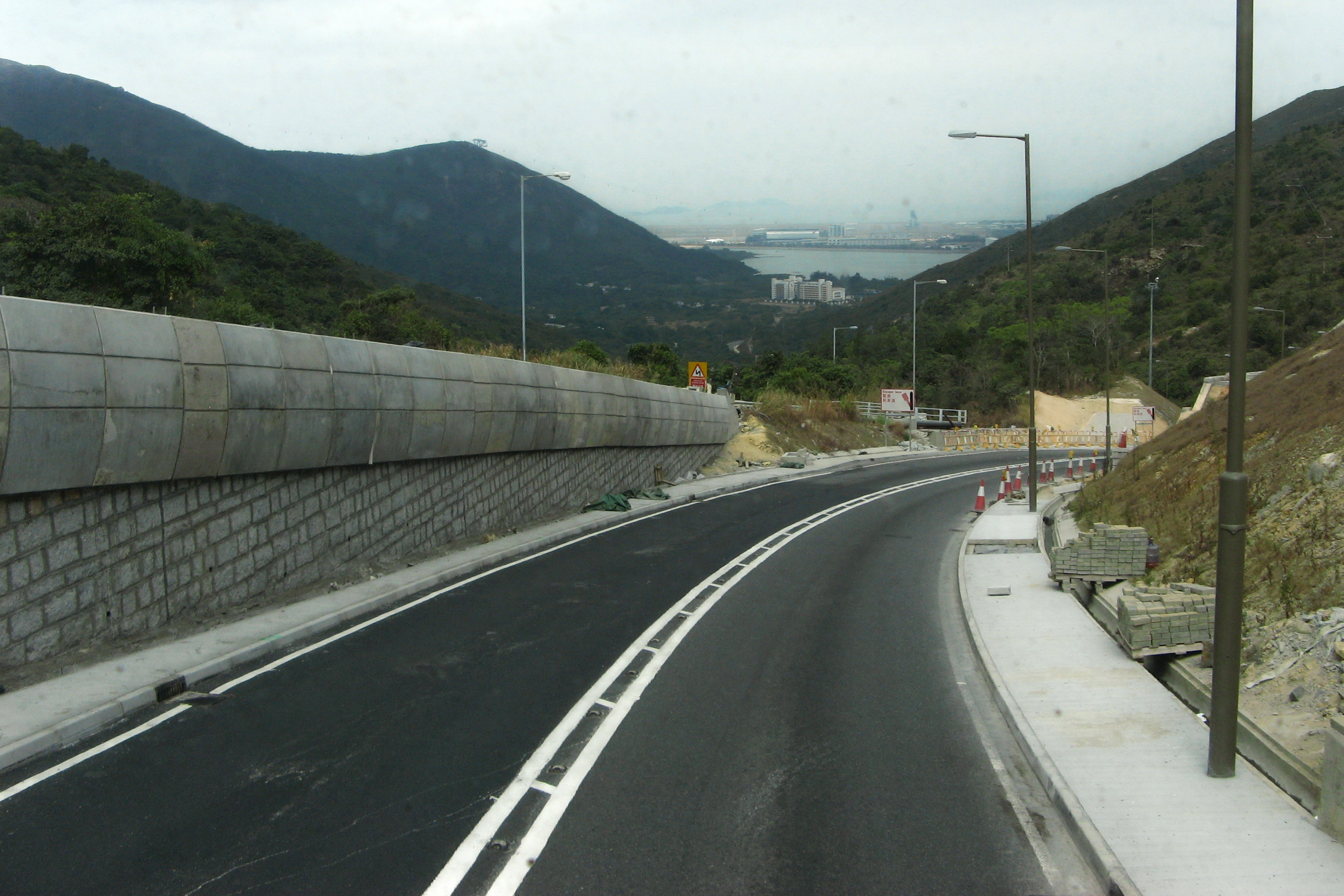
東涌道，遠處為東涌灣及香港國際機場

東涌道（英語：Tung Chung Road）是位於香港的大嶼山的道路，是唯一貫通大嶼山島內南北的車道。東涌道原本是一條水務設施通道，以方便興建數條輸水隧道，將東涌黃龍坑及其他溪流的水輸送至南部的石壁水塘儲存，後來該通道開放給居民使用。現時東涌道石門甲以南路段屬封閉道路，道路使用者必須持有大嶼山封閉道路通行許可證，才可使用東涌道往來該島南北。

## 概述
東涌道由東涌馬灣涌（舊碼頭）開始，經過石門甲及鳳凰山與大東山之間的伯公坳，到達長沙與嶼南道交匯。配合東涌道改善工程完竣，自2009年2月6日起，由伯公坳至長沙一段的東涌道已永久封閉，由伯公坳起的新定線會改沿東南方向延伸，至近石灣的嶼南道交匯。
新大嶼山巴士有多條路線行經東涌道，來往東涌和大嶼山島上其他目的地如梅窩、昂坪和大澳。在昂坪360纜車啟用之前，東涌道也是遊客由東涌前往昂坪寶蓮寺及天壇大佛的必經之路。
經改善後的東涌道為7.3米寬雙線不分隔車路，並設有行人路。受地勢所限，多處斜度仍達1:6及1:8，車速限制僅為每小時30公里（後期於2009年4月及7月分階段放寬至50公里），以策安全。由於路面陡斜，加上大嶼山南部路面狀況不適宜容納太多車輛，以及平衡大嶼山生態環境，所以沒有許可證的外來車輛（包括市區的士及新界的士）一律禁止駛入石門甲道以南的東涌道，一般市民必須使用公共交通（即新大嶼山巴士或大嶼山的士）前往大嶼山南部。

## 歷史
東涌道在1966年9月28日，由時任香港總督戴麟趾主持啟用典禮。早期為一條單線雙程行車的道路，大部份闊3.5米，途中設有多個避車處。由於路線貫通分隔大嶼山南北的高山，定線無可避免取道伯公坳。在未進行改善工程之前，東涌道某部份路段斜度更達1:4（近伯公坳以南一段），大部份路段斜度亦達1:6至1:10不等。

### 初時使用狀況
早期居於大嶼山居民一般使用水路交通經梅窩來往市區，青嶼幹線通車前，東涌道的使用率並不高。主要是島民、工務車輛及公共交通車輛使用。

### 道路網改變帶來的影響
自1997年青嶼幹線通車、1998年新機場落成啟用、以及北大嶼山新市鎮首期落成，東涌道正式與市區道路網連接起來，成為出入大嶼山，以至連接大嶼山南部及大嶼山北部的重要道路，居民及遊人的乘車模式亦因而改變。由該時開始，大部份居民及遊人均改用東涌道進出大嶼山南部地區，使東涌道的車流量遠遠超出原有設計負荷。
為限制東涌道車流及保障道路使用者安全，香港運輸署在2010年6月或以前向部份車輛發出東涌道禁區許可證，限制除專利巴士、大嶼山的士及緊急服務車輛外在日間繁忙時段使用東涌道。

### 擴闊及改善工程
彎多且急、斜度大、安全性不合時宜一直是東涌道的特點。事實上在1997年，路政署進行的「東涌道改善工程計劃」可行性研究發現，因為此路部份路段斜道過大，沿原來東涌道走線進行改建並不適合，故一直沒有再為「沿線改善方案」再進一步研究。後來，路政署亦曾研究增建大蠔灣至梅窩的新道路，並就有關方案共出支900萬港元進行前期設計及勘察。最終發現興建新路的方案不較原有東涌道沿線進行改善工程的路線短，此外因該方案涉及大蠔灣自然生態而未能通過環評，環境保護署亦沒有為有關工程發出環境許可證。故此，政府在2001年起重新審視並詳細研究「沿線改善方案」（即現時東涌道的定線），最終在2004年獲通過動工。
審計署曾就此事發表「東涌道改善工程計劃摘要」，就路政署作為有關方面的監工，並沒有找出最佳的方案而白白花了多三年時間才開展改善工程而表示關注。路政署最後表示同意審計署的意見。
然而，在1998年至2004年期間，路政署在東涌道多處地方進行小型改善工程，包括擴闊部份路段、增加避車處數目及分階段在凌晨時份間歇性封路鋪設防滑鋼砂，以提升道路安全和容車量。
而在2004年6月正式開展的全面「東涌道改善工程」，當中包括將龍井頭至伯公坳一段長3.6公里的東涌道改為雙線不分隔道路；在伯公坳與長沙石灣之間築建一條長2.6公里的全新雙線不分隔道路，包括總長度為750米的高架道路構築物；在東涌道沿線闢設21個避車處／巴士停車處／緊急剎車道；以及在石灣基督教女青年會營地附近闢設一個迴旋處，與嶼南道交匯。2007年10月13日，隨著東涌道擴闊工程初步完成，部份路面環境改善，管制站亦由近黃龍坑道南移到石門甲一帶
。
「東涌道改善工程」在2008年起至2009年年初分階段完工。首先開放的路段為介乎龍井頭、石門甲至伯公坳一段的北段，於2008年3月18日提升為7.3米寬雙線不分隔車路，部份舊路段亦被拉直及封閉。緊接下來介乎石灣至伯公坳一段的南段亦於2009年1月完工，並於2009年2月6日早上十時起正式開放通車，伯公坳以南的舊東涌道隨之永久封閉作公共設施道路。而在同日起，新大嶼山巴士行經東涌道的路線亦因應舊東涌道路段封閉，部份路線改道；而原有東涌道水務局辦事處分站亦改為設於長沙引水道，遊人可在此站步行落橋，向西走約1.5公里，即達舊東涌道路段。

### 道路重新命名
隨著東涌新市鎮西部的開發（興建逸東邨），東涌道亦被分為2段，第1段由長沙大橋至東涌馬灣新村，第2段由東涌松仁路迴旋處至東涌馬灣涌（舊碼頭），後者在2008年7月11日開始已改稱為東涌道北；而斷開的一部份路段後來改名為翠群徑。
而在改善工程完竣後被封閉的原有路段，則被直接取消道路命名。不過，坊間亦有人以「新東涌道」及「舊東涌道」來分辨兩條道路，尤其辨別伯公坳以南的路段。因此現時實際東涌道南面起點為長沙嶼南道近石灣；北面起點為東涌馬灣新村近裕泰苑的迴旋處。

## 現時使用狀況
根據審計署於2012年提交給政府的「東涌道改善工程計劃摘要」文件，由於南大嶼山發展低於預期，東涌道完成改善後的車流僅及原先預計的31%。
在改善路段重面通車後，東涌道限速亦由每小時30公里提升至每小時50公里；在後期加設閉路電視及車速監察器，進一步提升路面安全。
根據規定，重型車輛亦必須在落斜路段（南行近長沙引水道、北行近伯公坳）先行在避車處內停車，先測試剎車系統再用低波落斜。

### 低地台巴士和雙層巴士的使用
不論改善前的東涌道及改善後的東涌道的路面狀況也可讓個別單層低地台巴士行走。鑑於低地台巴士一般不適宜在南大嶼山一些陡斜和有急彎的道路上行駛，加上成本效益及會提高巴士損耗率問題，起初並沒有常規低地台巴士被調派行經東涌道。新大嶼山巴士代表曾於一個活動上表示，其實低地台巴士已可來回行走東涌至梅窩。只是因為低地台巴士只有29個座位，比一般巴士可載接近60人為少，而且輪椅使用者使用低地台巴士的需求並不多，如常規運行低地台巴士會造成資源浪費，但仍歡迎有需要的傷健人士可在用車前提早致電該公司安排服務。
鑑於梅窩的新居屋銀蔚苑即將落成入伙並帶來新增的交通需求，香港運輸署在2018年4月批准新大嶼山巴士使用雙層巴士行走東涌道。巴士公司引入一款車身較矮及較短的兩軸低地台巴士服務東涌來往梅窩的3M線。惟有關安排引起部分人士關注雙層巴士行走路窄多彎、陡峭的東涌道帶來的安全隱患。

### 放寬使用東涌道限制
因應路面情況改善，以及有大嶼山居民指同時申請大嶼山封閉道路通行許可證及東涌道禁區許可證的手續是雙重且沒有必要，故此在2010年6月1日起，香港運輸署取消東涌道禁區安排。換言之，只要持有大嶼山封閉道路通行許可證的車輛就可使用東涌道，不再受時間限制。
同時運輸署亦實施旅遊巴士配額制度，每日准許不多於30部旅遊巴士進入大嶼山南部，配額以先到先得方式分配給申請者。而當地居民亦可按需要向運輸署申請單次大嶼山封閉道路通行許可證，惟需提交有關證明文件及繳交費用。

## 交匯道路
- 嶼南道
- 石門甲道
- 黃龍坑道
- 松仁路
- 壩尾路
- 逸東街

### 執法及檢控
需要留意的是，現時東涌道近石門甲道以南路段仍屬封閉道路，雖然昔日正式的石門甲檢查站已經拆卸，現在整條東涌道已再沒有正式的檢查站，惟石門甲路面上方設有閉路電視監察外來車輛。如車輛及駕駛人士未能展示有效大嶼山封閉道路通行許可證使用東涌道進入大嶼山南即屬違法，可被檢控及被要求即時折返。
而由於大嶼山路面狀況比市區複雜，運輸署亦要求駕駛公共巴士前往大嶼山南部的車長，必須最少持有有效公共巴士駕駛執照兩年，方可駕駛巴士進入該區。

## 事故
東涌道於2006年7月16日凌晨的暴雨中被山洪沖擊，兩段約30米的馬路瀝青爆裂，要封路緊急維修，道路癱瘓大半天，亦令大批打算前往寶蓮寺的旅客失望而回。道路經搶修後，於同日下午3時半全面恢復通車。而在2008年6月7日，鄰近逸東邨的一段東涌路附近山坡（即現今裕泰苑附近位置），在豪雨下亦發生山泥傾瀉，連同洪水沖擊路面。